# Maison natale de Charlotte Corday
La maison natale de Charlotte Corday appelée aussi ferme du Ronceray ou ferme des Lignerits est un édifice du XVIe siècle situé à Les Champeaux, en France.

## Localisation
Le monument est situé dans le département français de l'Orne, lieudit Le Ronceray.

## Historique
Le site était situé sur la commune de Saint-Saturnin-des-Ligneries.
Charlotte Corday nait dans l'édifice, acquis par sa famille en 1765, le 27 juillet 1768. La famille déménage en 1780 et s'installe au château de Corday.
La maison est classée au titre des Monuments historiques depuis le 30 novembre 1989.